# Focher Dahl
Focher Dahl, bis 1935 Dahl genannt, ist eine Hofschaft in der bergischen Großstadt Solingen.

## Lage und Beschreibung
Der heute weitgehend in der geschlossenen Bebauung aufgegangene Ort Focher Dahl befindet sich im Solinger Stadtteil Gräfrath in der Nähe der Grenze zum Stadtteil Wald. Der Ort liegt dort in einem Talgrund am Ufer des Hillersbachs, einem Zufluss des Nümmener Bachs, zwischen der Siedlung Gartenstraße des Bauvereins Gräfrath und der Korkenziehertrasse. Die zu dem Ort gehörenden Gebäude befinden sich entlang der Straße Focher Dahl, die von der Dahler Straße abzweigt. Dort ist auch ein historisches Fachwerkhaus erhalten, das unter Denkmalschutz steht.
Benachbarte Orte sind bzw. waren (von Nord nach West): Untenflachsberg, Bergerbrühl, Obenflachsberg, Ringelshäuschen, Zentral, Foche, Eckstumpf und Nümmen.

## Etymologie
Der Ortsname hat seit 1935 zwei Bestandteile, als man die Ortsbezeichnung Foche zur besseren Unterscheidbarkeit von den zwei anderen Dahler Höfen im vergrößerten Solinger Stadtgebiet dem Namen hinzufügte (Dahl in Merscheid und Gillicher Dahl in Aufderhöhe). Das Wort Dahl bedeutet Tal, der Name rührt von der Lage der Hofschaft in einer Talsenke südöstlich des Nümmener Bachs her.

## Geschichte
In der Karte Topographia Ducatus Montani, Blatt Amt Solingen, von Erich Philipp Ploennies, aus dem Jahre 1715 ist der Ort zwischen Nümmen und Flachsberg mit einer Hofstelle verzeichnet und als im Dahl benannt. Er wurde in den Ortsregistern der Honschaft Ketzberg innerhalb des Amtes Solingen geführt. Die Topographische Aufnahme der Rheinlande von 1824 verzeichnet den Ort als Im Thal und die Preußische Uraufnahme von 1844 als Dahl. In der Topographischen Karte des Regierungsbezirks Düsseldorf von 1871 ist der Ort ebenfalls als Dahl verzeichnet.
1815/16 lebten 27 Einwohner im Ort. 1830 gehörte der als Weiler bezeichnete Dahl zur Bürgermeisterei Gräfrath, im Ort lebten zu dieser Zeit 32 Menschen. 1832 war Focher Dahl unter dem Namen Dahl Teil der Honschaft (Ketz-)Berg innerhalb der Bürgermeisterei Gräfrath. Der nach der Statistik und Topographie des Regierungsbezirks Düsseldorf als Hofstadt kategorisierte Ort besaß zu dieser Zeit fünf Wohnhäuser, drei Fabriken bzw. Mühlen und drei landwirtschaftliche Gebäude. Zu dieser Zeit lebten 41 Einwohner im Ort, davon sechs katholischen und 35 evangelischen Bekenntnisses. Die Gemeinde- und Gutbezirksstatistik der Rheinprovinz führt den Ort 1871 mit sieben Wohnhäusern und 35 Einwohnern auf. Im Gemeindelexikon für die Provinz Rheinland werden 1885 neun Wohnhäuser mit 58 Einwohnern angegeben. 1895 besitzt der Ortsteil neun Wohnhäuser mit 50 Einwohnern, 1905 werden neun Wohnhäuser und 56 Einwohner angegeben.
Im Jahre 1887 wurde direkt am Ort vorbei die Bahnstrecke Solingen–Wuppertal-Vohwinkel trassiert. Mit der Städtevereinigung zu Groß-Solingen im Jahre 1929 wurde Dahl ein Ortsteil Solingens. Nach der Städtevereinigung gab es drei Höfe namens Dahl in Solingen, das Merscheider Dahl, das Aufderhöher und das Gräfrather Dahl. Zur besseren Unterscheidbarkeit erhielten der Gräfrather und der Aufderhöher Hof am 26. April 1935 Namenszusätze. So entstanden Gillicher Dahl in Aufderhöhe und Focher Dahl in Gräfrath. Die zur Gräfrather Hofschaft führende Straße behielt indes ihren Namen Dahler Straße.
Das im Ort erhaltene Fachwerkhaus Focher Dahl 17, 19 ist seit dem Jahre 1984 als Baudenkmal in die Solinger Denkmalliste eingetragen.